# Singoalla (film)
Singoalla är en svensk-fransk romantisk dramafilm från 1949 i regi av Christian-Jaque, baserad på romanen Singoalla från 1857 av Viktor Rydberg. Filmen premiärvisades på biograf Royal i Stockholm den 13 december 1949. Den gavs ut på DVD 2013.
När filmen kom ut var det den dyraste film som producerats i Sverige och omräknat till dagens penningvärde fortfarande en av de dyraste i svensk filmhistoria.

## Handling
Filmen utspelar sig under medeltiden. Den unge Erland Månesköld (Alf Kjellin / Michel Auclair) förälskar sig i en ung romsk flicka, Singoalla (Viveca Lindfors).

## Medverkande (urval)
| Sverige - Viveca Lindfors - Singoalla - Alf Kjellin - riddar Erland Månesköld - Edvin Adolphson - Latzo, Singoallas far, romsk hövding - Lauritz Falk - Assim - Naima Wifstrand - Cioara, Assims mor - John Elfström - Erasmus - Märta Dorff - Elfrida Månesköld, Erlands mor - Vibeke Falk - Helena Ulfsax - Georg Funkquist - kaplanen - Jean Georges Chambot - Sorgbarn, Singoallas och Erlands son - Magnus Kesster - rom - Ulf Johanson - ryttare med bud om den annalkande pesten - Lisskulla Jobs - rom, vars man drabbats av pesten - Olof Sjöstrand - stuntman (bågskytt) - Katarina Taikon - statist (dansare) | England - Marie-Hélène Dasté - Elfrida Månesköld, Erlands mor - Fernand Rauzéna - Erasmus - Romney Brent - kaplanen - övriga roller enligt svenska versionen Frankrike - Michel Auclair - Erland Månesköld - Henri Nassiet - Latzo, Singoallas far - Fernand Rauzéna - Erasmus - Marie-Hélène Dasté - Elfrida Månesköld, Erlands mor - Louis Seigner - kaplanen - övriga roller enligt svenska versionen |

## Produktion

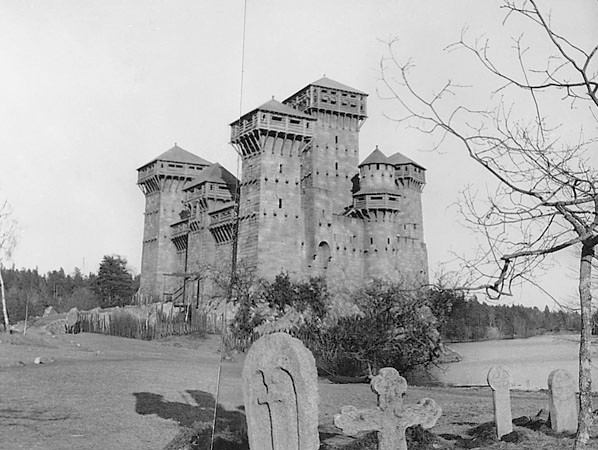
Den uppbyggda borgen vid Söderbysjön

En jättelik modell av Månesköldarnas borg, med flyglar, torn och vindbrygga byggdes utanför Sandrewateljéerna på Gärdet i Stockholm. Borgen var även uppbyggd vid Söderbysjön för utomhusscener. Filmen spelades in i tre olika språkversioner samtidigt, på svenska, på franska och på engelska.
Koreografin utfördes av Teddy Rhodin[källa behövs], för fotot ansvarade den franska fotografen Christian Matras[källa behövs] och filmsällskapets kulturhistoriske rådgivare var Björn Thulin.
Som statister medverkade många svenska romer och flera från familjen Taikon, bland andra Katarina Taikon som ses i en dansscen.

### Budget
Ekonomiskt kom filmen att bli Terrafilms och Lorens Marmstedts största satsning.[källa behövs]
Inspelningen var Sveriges dittills största och dyraste och den slutliga kostnaden som överskred 3 miljoner kronor överskred den planderade budgeten på 1,4 miljoner kronor. Den slutliga kostnaden var tio gånger större än vad som var vanligt för en svensk långfilm på 40-talet.

## Mottagande
I Dagens Nyheter menade Carl Björkman: "Säg gärna att Singoalla är en naiv film. Men den har charm och temperament. Och den är frukten av ett ambitiöst, konstnärligt samarbete, som i ordets bästa mening är svenskt-franskt."
I Morgon-Tidningen menade Nils Beyer att filmen var ett konstnärligt fiasko och kallade den "ett gruvligt ädelpekoral [...] som förvandlat allt mänskligt liv i handlingen till rena schablonmässigheter".
I Stockholms-Tidningen ansåg filmkritikern Robin Hood att filmen borde döpas om till "Sorgebarn" och att den gav ett pinsamt intryck. 
Filmen blev en publiksuccé i Sverige. Den franska versionen ansågs vara betydligt bättre än den svenska.
Senare kritik angående filmen rör bland annat de stereotypa och rasistiska föreställningar om romer som filmen reproducerar.